# Eparchia Kamichlié
Eparchia Kamichlié (Al-Kamiszli), eparchia Al-Jazira (łac. Eparchia Kamechliensis Armenorum)  – eparchia Kościoła katolickiego obrządku ormiańskiego w północno-wschodniej Syrii z siedzibą w Al-Kamiszli.

## Historia
Wikariat patriarszy Kamichlié został ustanowiony w 1938 roku.
29 czerwca 1954 r. został podniesiony do rangi eparchii bullą „Cum summus” papieża Piusa XII i wydzielony ze zlikwidowanej archidiecezji Mardinu, której pierwotnie wikariat był sufraganią (obecnie funkcjonuje jedynie stolica tytularna Mardin degli Armeni).
W latach 1992–2022 eparchia była zarządzana przez arcybiskupa Aleppo jako diecezja sede vacante et ad nutum Sanctae Sedis.
Od 2022 eparchą Kamichlié jest bp Antranig Ayvazian.

## Charakterystyka
Eparchia Kamichlié obejmuje katolików obrządku ormiańskiego w prowincjach (muhafazach) Al-Hasaka i Dajr az-Zaur. Według „Annuario Pontificio” z 2010 składa się z 6 parafii. Strona internetowa Kościoła ormiańskokatolickiego informuje natomiast o trzech parafiach (św. Józefa w Al-Kamiszli, Świętej Rodziny w Al-Hasaka oraz św. Grzegorza Oświeciciela w Dajr az-Zaur) oraz niewielkiej wspólnocie wiernych w Abu Kamal, podlegającej parafii w Dajr az-Zaur.  Główną świątynią diecezji jest katedra św. Józefa w Al-Kamiszli.

## Biskupi
- Joseph Gennangi (21 października 1954 – 20 listopada 1972); następnie biskup senior
- Krikor Ayvazian (6 grudnia 1972 – 18 listopada 1988); następnie biskup senior
- Joseph Arnaouti ICPB (21 sierpnia 1989 – 10 kwietnia 1992); po rezygnacji egzarcha patriarszy Damaszku i biskup kurialny
  - Boutros Marayati (administrator apostolski 1992-2022); jednocześnie arcybiskup Aleppo
- Antranig Ayvazian (od 2022)